# Harveylithon
Harveylithon, rod crvenih algi iz potporodice Metagoniolithoideae, dio porodice Porolithaceae. Postoji devet priznatih vrsta
Rod je opisan 2016.

## Rodovi
1. Harveylithon canariense (Foslie) A.Rössler, Perfectti, V.Peña & J.C.Braga
2. Harveylithon catarinense I.O.Costa, P.A.Horta & J.M.C.Nunes
3. Harveylithon maris-bahiensis I.O.Costa, P.A. Horta & J.M.C.Nunes
4. Harveylithon munitum (Foslie & M.Howe) A.Rösler, Perfectti, V.Peña & J.C.Braga
5. Harveylithon riosmenum I.O.Costa, P.A.Horta & J.M.C.Nunes
6. Harveylithon roseum L.-C.Liu & S.-M.Lin
7. Harveylithon rupestre (Foslie) A.Rösler, Perfectti, V.Peña & J.C.Braga - tip
8. Harveylithon samoënse (Foslie) A.Rösler, Perfectti, V.Peña & J.C.Braga
9. Harveylithon superficiale (Keats & Y.M.Chamberlain) Maneveldt & Keats